# Agrostophyllum arundinaceum
Agrostophyllum arundinaceum är en orkidéart som beskrevs av Henry Nicholas Ridley. Agrostophyllum arundinaceum ingår i släktet Agrostophyllum och familjen orkidéer. Inga underarter finns listade i Catalogue of Life.